# Bernd Gröne
Bernd Gröne, född den 19 februari 1963 i Recklinghausen, Tyskland, är en västtysk tävlingscyklist som tog OS-silver i linjeloppet vid olympiska sommarspelen 1988 i Seoul.